# San Carlos (departamento de Mendoza)
San Carlos é um departamento da Argentina, localizado na província de Mendoza.